# 酒燴肉卷 (大熊餐廳)
〈酒燴肉卷〉（英語："Braciole"），是美國喜劇劇集《大熊餐廳》第一季的第八集和季終集，由劇集主創克里斯多福·斯托勒執導並與另一位主創喬安娜·察洛共同編劇，於2022年6月23日在Hulu首播。
該分集普遍獲得正面評價，其中傑瑞米·艾倫·懷特的七分鐘獨角戲更被媒體和觀眾盛讚，而強·柏恩瑟亦憑該分集的客串演出獲得黃金時段艾美獎喜劇類最佳男客串演員提名。

## 劇情
卡米（傑瑞米·艾倫·懷特飾）在夢中拍攝烹飪節目，但在製作酒燴肉卷時卻憶起哥哥麥可（強·柏恩瑟飾）的聲音並從焦慮中醒來。他隨後出席戒酒無名會家屬團體的聚會，並首次向別人透露自己的過去。他指自己和麥可曾經計劃一同開辦餐廳，但後來麥可突然對自己變得冷淡，甚至瞞住自己吸毒，並禁止他踏足「芝加哥原汁牛肉」。於是卡米報復性地苦練廚藝，到各家知名餐廳工作，打算向哥哥證明自己，奈何當自己終於闖出一番事業，哥哥卻在此時自殺了。因此他希望可以重振餐廳，彌補他和哥哥在世時一直未能修復關係的遺憾。
馬克斯（萊昂內爾·博伊斯飾）到辛妮（阿尤·艾德維利飾）家製作甜品，並請她一同試味。過程中他們聊天商討去向，二人都決定辭職離開餐廳。在「芝加哥原汁牛肉」，卡米告訴眾人由於吉米叔叔將會在餐廳舉辦單身派對，因此晚市期間將會關門。當夜，卡米和里奇（艾邦·摩斯-貝克許飾）在餐廳外聊天時，派對的賓客發生爭執。里奇在阻止賓客打架時意外將一位賓客砸暈。那名賓客被送往深切治療部，而里奇亦被警方拘捕，警員告訴他若那名賓客醒不來，里奇有機會被控誤殺。幸好那名賓客在不久後醒來，里奇因此只被控傷害罪，卡米隨後將他保釋。
馬克斯回到餐廳，卡米就早前對他惡言相向而道歉，馬克斯欣然接受。眾人開始如常工作，不過卡米在休息時打算抽根煙，卻不慎把爐灶燒了，幸得其他員工幫忙才把火撲滅。冷靜過後的卡米決定用短訊向辛妮道歉，並給予她改善燉飯的建議。里奇經過深思熟慮，最終決定將麥可的遺書交給卡米。信紙上的一面寫有卡米曾用來鼓勵麥可的「我愛你，老兄。隨他去吧」（"I love you dude. Let it rip,"）一句，背面則寫有一道酒燴肉卷食譜和使用小罐裝茄汁的提示標註。於是卡米拿了一罐茄汁準備煮菜，但在打開後茄汁罐後卻發現一捆鈔票。眾人隨即關閉餐廳，並將廚房裡所有茄汁罐打開，發現每罐都藏有一捆鈔票。悉尼決定回歸，而卡米決心將餐廳徹底改革，將招牌「原汁牛肉」拆下，改為掛上「大熊餐廳」的標誌。最後，卡米到後廚跟其他人用膳，看著眾人的笑容時，他彷彿看到麥可也對著自己在笑。

## 製作

### 開發
該分集由劇集主創人克里斯多福·斯托勒執導，斯托勒與另一位主創喬安娜·察洛共同編劇。該分集的標題〈酒燴肉卷〉是出自劇中出現的一款同名菜式，但《華爾街日報》對標題有不同的詮釋，認為由於酒燴肉卷（Braciola）在意大利語中的意思為「砍」，因此標題或是對卡米能否「砍」斷哥哥死亡對他造成的悲痛，重新出發經營餐廳的疑問和暗示。
克里斯多福·斯托勒形容〈酒燴肉卷〉開首的七分鐘獨角戲有一種探索的感覺，令觀眾明白卡米一直以來所獲得的成就和試圖成為一流主廚的目標其實都是源自一個錯誤的理由，他對哥哥積累的憤怒也其實只是出於以為家人忘記甚或不愛自己的感受。而傑瑞米·艾倫·懷特指該分集的開場戲原定為卡米與一位由知名女廚師客串飾演的角色一同主持烹飪節目，期間卡米誤將女廚師當成她的母親並抱著她痛哭。不過，該戲碼令那位知名女廚師感到困惑，並因此而退出拍攝，劇組遂將開場戲改成懷特的獨角戲。而就該分集的結尾，斯托勒解釋卡米在茄汁罐找到的鈔票其實正是麥可之前向吉米叔叔借的三十萬，他指他在進行資料搜集時發現不少餐廳都會將錢和毒品藏在鋁罐中。他亦確認在最後一幕中卡米將會為餐廳進行大改革，但不代表餐廳會失去原本的風味，只是會加入更多的新鮮感，而第二季將會繼續探討餐廳的發展方向和過程。

### 選角

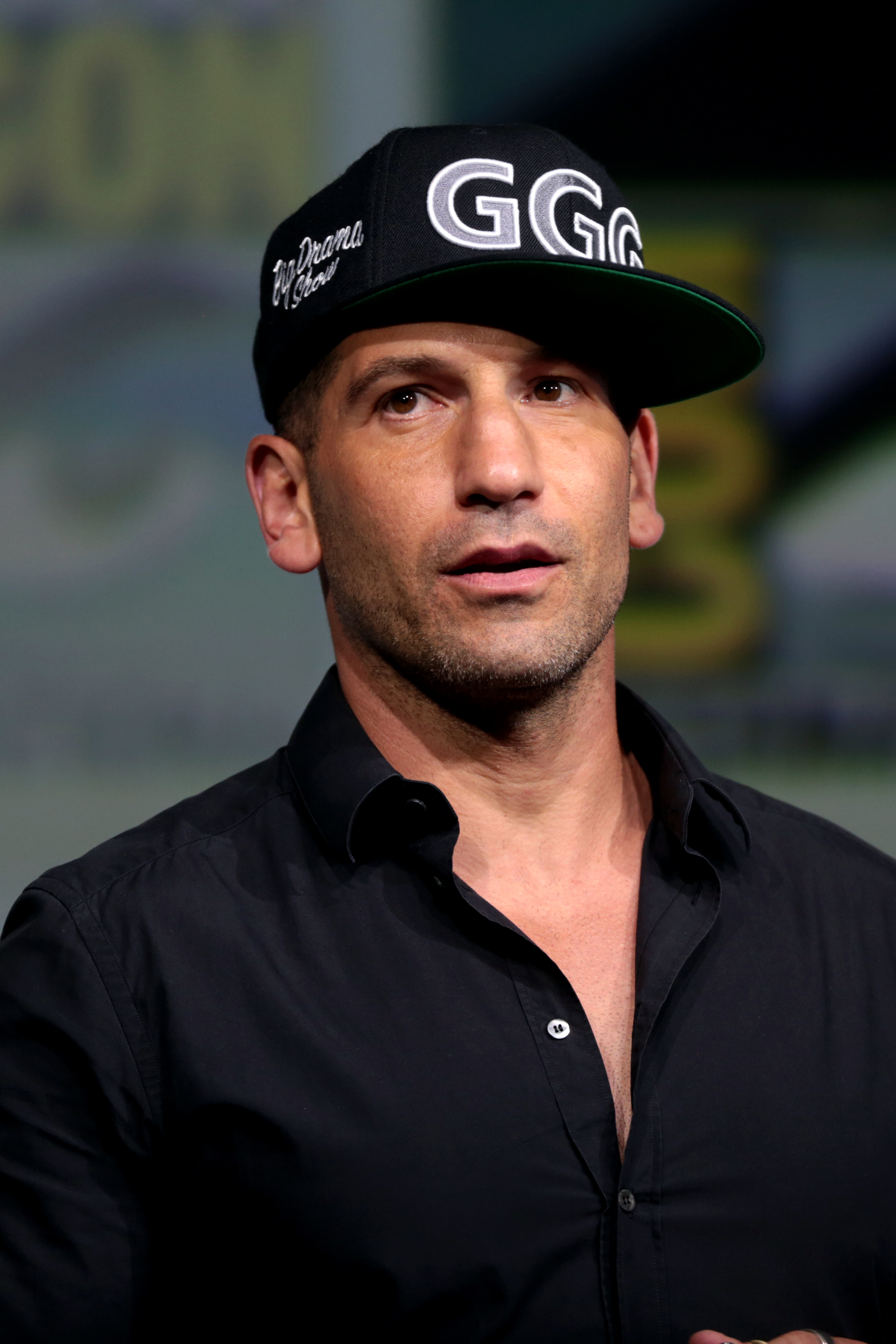
客串飾演卡米哥哥的強·柏恩瑟

劇組在開拍前數星期仍未能找到出演卡米哥哥麥可的合適人選，因此斯托勒和察洛便向演員們徵求意見，其中艾邦·摩斯-貝克許向二人推薦了他此前曾在《制裁者》中合作過的強·柏恩瑟，認為他充滿魅力和幽默感的形象很適合麥可一角，而兩位主創亦同意他的看法，並透過摩斯-貝克許聯絡柏恩瑟，而柏恩瑟出於跟摩斯-貝克許的交情而在未有閱讀劇本的情況下答應參演。柏恩瑟指他很喜歡該劇的氛圍，並感恩能參演該劇，而斯托勒在柏恩瑟演出後告訴他未來有可能會找他回歸飾演麥可一角。而喬爾·麥克哈爾此前曾與斯托勒的女友吉利安·雅各布斯在電視劇《廢柴聯盟》合作而變得相熟，因此被雅各布斯邀請客串米芝蓮餐廳大廚一角，而麥克哈爾在閱讀劇本後被深深吸引，且認為該劇的演出陣容會有足以獲獎的表現，因此答應客串參演。

### 拍攝
傑瑞米·艾倫·懷特在戒酒無名會家屬團體上的七分鐘獨角戲是以一鏡到底的形式在該季的殺青日拍攝，他事前並不知道劇組計劃以長鏡頭拍攝該戲碼。懷特認為他在家中排練時的表現比最終在幕前演出的效果更好，他指由於該角色是主創斯托勒創作愈十年的心血，而該段獨角戲將會是觀眾最能理解卡米和故事的橋段，因此令他在演繹時承受極大壓力。另外，里奇因將賓客砸暈而被警方拘留一段是在尼爾斯的警局中取景，駐守該警局的副警長尼克·扎庫拉（Nick Zakula）客串飾演押送里奇的警員。

## 評價
〈酒燴肉卷〉普遍獲得正面評價，主要讚揚該分集的氣氛營造和傑瑞米·艾倫·懷特的一鏡到底獨角戲。TVLine讚揚懷特的演出表現，形容「（劇中）令人著迷的獨角戲既像是嚴厲的懺悔，又像是必要的鼓勵性喊話」，並將懷特評選為該週的最佳表演者。
《滾石》的阿蘭·塞平沃爾指雖然該分集的大團圓結局明顯是在鋪陳第二季，因此顯得頗為倉促，並讓觀眾產生不少疑問，例如「為何麥可會將鈔票放進茄汁罐中」和「為何卡米可以將錢全部投資在餐廳而將欠吉米的債拋諸腦後」等。不過，該結局亦是所有角色以及觀眾所需要的，透過麥可的一舉一動，觀眾能感受他為卡米等人所留下的一切美好。Vulture的瑪拉·埃金（Marah Eakin）給予該分集5星評分（滿分5星），讚揚懷特是一位出色的演員，而他在戒酒會上的獨白令他顯得更為性感，而且稍為為觀眾揭露了關於麥可的一些疑團，令觀眾看到其實麥可也對弟弟很好，甚至在死前向吉米借錢來給卡米經營餐廳用。而Decider的莉茲·科坎（Liz Kocan）認為分集尾段卡米將招牌換成「大熊餐廳」一幕，既會令觀眾想到麥可無法再與弟弟一同經營餐廳而感到痛心，但同時亦為擁有出色劇本和演出表現的《大熊餐廳》帶來一個使人非常滿意的結局。

### 獎項與提名
| 年份 | 獎項                 | 類別                 | 提名者                         | 結果 | 參     |
| ---- | -------------------- | -------------------- | ------------------------------ | ---- | ------ |
| 2023 | 第75屆創意藝術艾美獎 | 喜劇類最佳男客串演員 | 強·柏恩瑟                      | 待定 | [ 20 ] |
| 2023 | 第75屆美國編劇工會獎 | 最佳單集劇本         | 喬安娜·察洛、克里斯托弗·斯托勒 | 提名 | [ 21 ] |

## 外部連結
- 互联网电影数据库上酒燴肉卷的资料（英文）